# Grigori Grigorievici Orlov

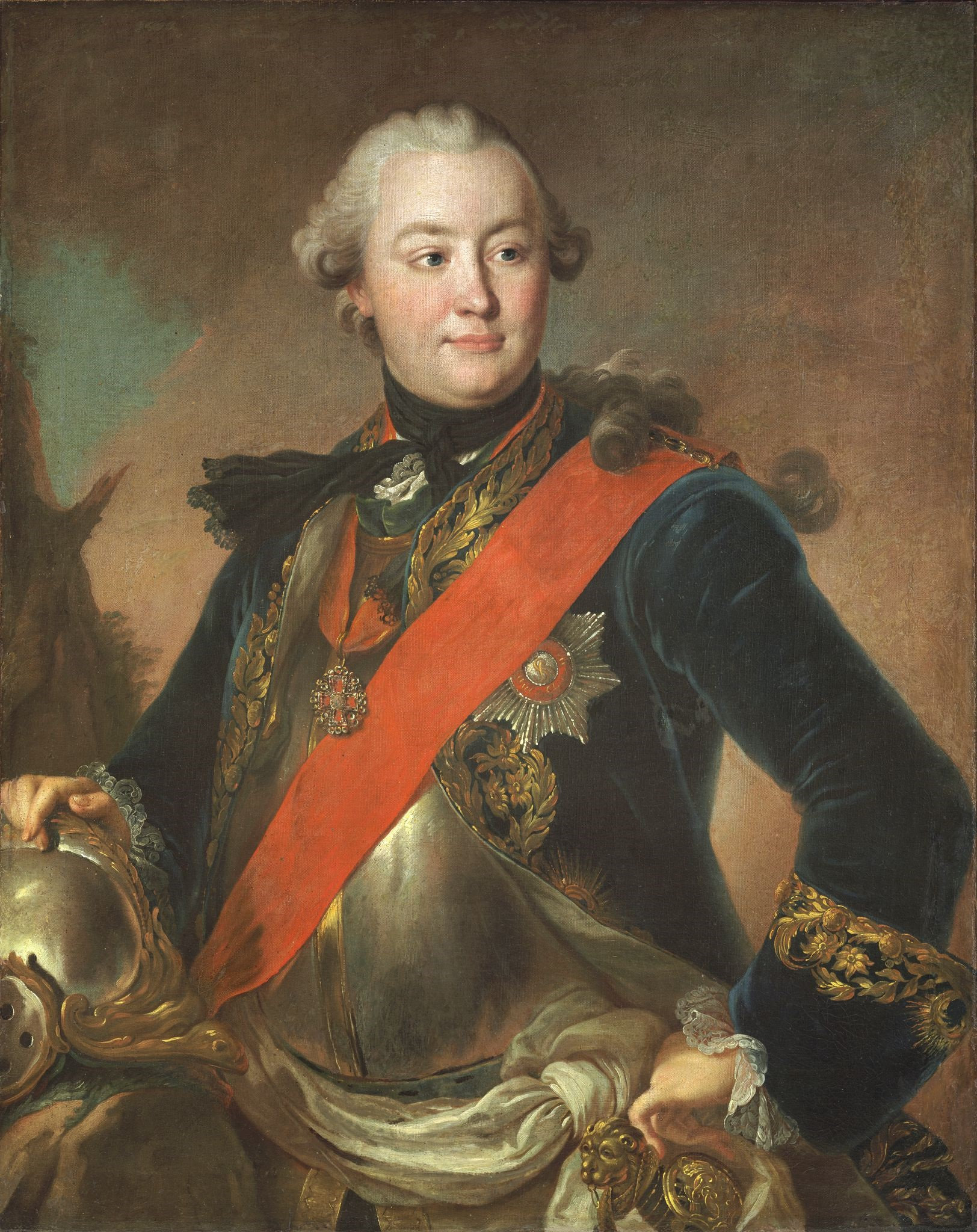
Grigori Grigorievici Orlov

Grigori Grigorievici Orlov (în rusă Григорий Григорьевич Орлов; n. 17 octombrie 1734 – d. 24 aprilie 1783, Moscova) a fost un ofițer rus și amantul țarinei Ecaterina cea Mare.

## Date biografice
Grigori Grigorievici a aparținut familiei nobiliare Orlov, el a fost fiul lui Grigori Orlov, guvernatorul Novgorodului. Grigori a fost ajutantul șefului artileriei contele Șuvalov. În războiul de șapte ani a fost rănit și cade prinzionier în bătălia de la Zorndorf (1758) (azi Sarbinowo, în Voievodatul Pomerania Occidentală). Ajunge în Petersburg ca ofițer de escortă al contelui german von Schwerin. Aici el atrage atenția curții ruse și devine amantul țarinei. Împreună cu frații săi, organizează complotul din iulie 1762, contra țarului Petru al III-lea al Rusiei, dar nu ajunge după cum spera țar, ci este numit general de Ecaterina cea Mare. Grigori a jucat un rol important în expedițiile militare pornite contra Turciei, între anii 1769 - 1770. În 1772, este numit prinț imperial de Iosif al II-lea, Sfânt Împărat Roman. La tratatul de pace din 1772 de la Focșani, a reușit să obțină numai avantaje modeste Imperiului Rus. La vestea că țarina ar avea favorit nou pe Grigori Potiomkin, caută să se reîntoarcă la curte. Grigori cade în dizgrația țarinei, fiind trimis de la curte la palatul său din Gatchina. Ulterior va primi daruri de țarină. El va călători în ultimul timp, și se va căsători cu o nepoată, moare la data de 24 aprile 1783 în Moscova.